# Camponotus guanchus
Camponotus guanchus é uma espécie de inseto do gênero Camponotus, pertencente à família Formicidae.